# Drei Stücke im alten Stil
Drie Stücke im alten Stil is een compositie van de Pool Krzysztof Penderecki. Hij schreef deze muziek voor de Poolse film Manuscript gevonden te Zaragoza (Rękopis znaleziony w Saragossie). De muziek dateert uit 1963, de film uit 1965. Vervolgens bleef de muziek in de la totdat het in 1989 werd uitgegeven.
De reden voor het lang uitblijven van een uitgave kan gevonden worden in de stijlbreuk van Penderecki. In de jaren zestig stond hij bekend als avant-gardecomponist met werken als Threnos en Polymorphia. Later zou Penderecki die stijl grotendeels verlaten en muziek richting late romantiek schrijven. De Drie stukken in oude stijl grijpen echter veel verder terug. De gehanteerde stijl in Aria en de twee Menuetten is terug te voeren op de barok.
Discografie in 2015
In 2015 zijn drie uitvoeringen van dit werk voorhanden op compact disc:
- Wergo: Amadeus Kammerorchester Posen, Agnieszka Duczmal
- Intin Musik: Camerata Romana
- Naxos: Filharmonisch Orkest van Warschau onder leiding van Antoni Wit in een opname van 2008 (uitgegeven in 2012)